# Aniceta
Aniceta – żeński odpowiednik imienia Anicet, które z kolei jest zlatynizowaną formą greckiego imienia Aniketos (Ἀνίκητος) oznaczającego „niepokonany”. Jego patronem jest m.in. jeden z wczesnych papieży, św. Anicet.
W innych językach:
- łacina – Aniceta[4][2]
- bułgarski – Aniceta[5]
- litewski – Ancė[5].

Aniceta imieniny obchodzi 17 kwietnia.
W styczniu 2024 w rejestrze PESEL było 343 kobiety o imieniu Aniceta nadanym jako imię pierwsze oraz 137 kobiet o imieniu Aniceta nadanym jako imię drugie.